# رودا دي تير
بلدية رودا دي تير (بالكاتالانية: Roda de Ter) هي إحدى بلديات مقاطعة برشلونة، والتي تقع في منطقة كاتالونيا، شرق إسبانيا.
يبلغ عدد سكانها 5.671 نسمة وفقاً لإحصائية سنة (2007).

## أعلام
- ميغيل مارتي إي بول